# Historie of the Arrivall of Edward IV
Historie of the Arrivall of Edward IV. in England and the Finall Recouerye of His Kingdomes from Henry VI. A.D. M.CCCC.LXXI est une chronique médiévale anglaise rédigée pendant la Guerre des Deux-Roses. Le principal sujet de la chronique est la restauration sur le trône d'Angleterre d'Édouard IV en 1471. Le 2 octobre 1470, Édouard doit fuir en toute précipitation en Flandre à la suite d'une rébellion menée par Richard Neville, 16e comte de Warwick. Ce dernier installe sur le trône Henri VI — qui n'est guère plus qu'un roi fantoche — qu'il avait lui-même déposé en faveur d'Édouard IV en 1461. De son côté, Édouard reçoit le soutien de son beau-frère Charles le Téméraire, duc de Bourgogne, et le 14 mars 1471, il débarque à Ravenspurn dans le Yorkshire et marche vers le sud de l'Angleterre. Le 14 avril, Édouard IV défait Richard Neville à la bataille de Barnet, lors de laquelle ce dernier est tué, et son second règne est ainsi sécurisé.
L'auteur de la chronique est inconnu, mais il s'identifie comme un serviteur d'Édouard IV. C'est pourquoi la chronique présente le roi Édouard sous un prisme positif. L'auteur affirme avoir assisté aux premiers événements décrits dans la chronique puis avoir appris le reste par le biais de personnalités impliquées dans la reconquête d'Édouard IV. La chronique a été rédigée peu après la restauration d'Édouard et, pour cette raison, elle est considérée comme la source la plus authentique pendant la période de la Guerre des Deux-Roses, plus encore que la Chronique de Croyland ou les écrits de Polydore Virgile. Cette chronique existe en deux versions : en plus de la chronique complète officielle, il existe une version abrégée en français. Cette dernière version a été envoyée aux citoyens de Bruges par le roi, en remerciement de l'accueil qu'ils lui ont fait pendant son exil.